# San Rafael (Poás)
San Rafael es un distrito del cantón de Poás, en la provincia de Alajuela, de Costa Rica.

## Geografía
San Rafael cuenta con un área de 14,18 km² y una altitud media de 1250 m s. n. m.

## Demografía
Para el año 2022, San Rafael cuenta con una población estimada de 7421 habitantes, y para el último censo efectuado, en 2011, San Rafael contaba con una población de 5436 habitantes.

## Localidades
- Poblados: Bajo Zamora, Churuca, Guatuza, Monte, Potrero Chiquito, Santa Rosa, Sitio (parte), Solís, Tablones (parte), Volcán, Barrio Cristo Rey.

## Transporte

### Carreteras
Al distrito lo atraviesan las siguientes rutas nacionales de carretera:
- Ruta nacional 107